# Жанкара
Жанкара́ (каз. Жанқара; бывший — Разъе́зд 20) — упразднённое село Бурабайском районе Акмолинской области Казахстана. Входил в состав Абылайханского сельского округа.

## География
Село располагалось в центральной части района, на расстоянии примерно 10 километров (по прямой) к северо-западу от административного центра района — города Щучинск, в 22 километрах к югу от административного центра сельского округа — села Кызылагаш.
Абсолютная высота — 343 метров над уровнем моря.
Ближайшие населённые пункты: село Озёрное — на юге.

## История
В периоде 1991—1998 годов разъезд 20 был переименован и преобразован в село Жанкара. 
Постановлением акимата Акмолинской области от 11 июня 2007 года № А-6/203 и решением Акмолинского областного маслихата от 11 июня 2007 года № ЗС-27-14 «О внесении изменений в административно-территориальное устройство Акмолинской области по Щучинскому району», зарегистрированное Департаментом юстиции Акмолинской области 11 июля 2007 года № 3228, село Жанкара  было упразднено, поселение вошло в состав села Озёрное.

## Население
В 1989 году население разъезда составляло — 46 человек (из них казахи — основное население).
| Численность населения |
| 1989                  |
| --------------------- |
| 46                    |